# Петрова (Мезенский район)
Петрова — деревня в Мезенском районе Архангельской области. Входит в состав Зареченского сельского поселения.

## География
Деревня расположена в северной части области на расстоянии примерно в 38 километрах по прямой к юго-востоку от районного центра Мезени.
Часовой пояс
Деревня Петрова как и вся Архангельская область, находится в часовой зоне МСК (московское время). Смещение применяемого времени относительно UTC составляет +3:00.

## Население
| 2002 | 2010 | 2012 |
| ---- | ---- | ---- |
| 10   | ↘6   | ↗7   |

Национальный состав
Согласно результатам переписи 2002 года, в национальной структуре населения русские составляли 100 % из 13 чел..